# Ляшенко, Игорь Викторович
Ви́ктор И́горевич Ляше́нко (укр. Віктор Ігорович Ляшенко, позывной — Беркут; 14 сентября 1977, Шепетовка — 19 июня 2014, Закотное) — украинский военнослужащий, полковник, участник российско-украинской войны. Герой Украины (2023, посмертно).

## Биография
Игорь Ляшенко родился 14 сентября 1977 года в городе Шепетовка Хмельницкой области. В 1994 году окончил среднюю школу № 3 в родном городе и поступил в Одесский институт Сухопутных войск Украины, который окончил в 1998 году.
После выпуска начал службу в 310-м механизированном полку 24-й механизированной дивизии в городе Рава-Русская Львовской области. Позднее продолжил службу в 24-й отдельной механизированной бригаде имени князя Данила Галицкого в городе Яворов. Участвовал в миротворческих миссиях в Югославии.
С 2012 года возглавлял 1-й механизированный батальон 24-й бригады, сформировав сильный коллектив из офицеров расформированных подразделений.
С весны 2014 года принимал участие в АТО на востоке Украины. 19 июня 2014 года, во время выполнения боевого задания по освобождению населённых пунктов Ямполь и Закотное в Донецкой области, колонна, в которой находился Игорь Ляшенко, попала в засаду. В завязавшемся бою он и ещё шесть военнослужащих погибли. Это были первые потери 24-й механизированной бригады в ходе боевых действий на востоке Украины.

## Награды
- Звание «Герой Украины» с удостоением ордена «Золотая Звезда» (29 сентября 2023, посмертно) — за личное мужество и героизм, проявленные в защите государственного суверенитета и территориальной целостности Украины, верность военной присяге[6].
- Орден Богдана Хмельницкого I степени (21 августа 2014, посмертно) — за личное мужество и высокий профессионализм, проявленные в защите государственного суверенитета и территориальной целостности Украины, верность военной присяге[7].

## Память
- 31 июля 2014 года Шепетовский городской совет на своей 56 сессии назвал в честь Игоря Ляшенко улицу и переулок в Шепетовкае, которые до этого назывались «Чернышевского»[8].

- 12 июня 2015 года в Шепетовке на фасаде здания ООШ № 3 (улица Судилковская, 19), где учился Игорь Ляшенко, ему открыта мемориальная доска[9].

- В июне 2015 года на месте боя, возле села Закатное, в честь павших боевых собратьев военные 24-й бригады установили обелиск[10].

- 19 июня 2017 года в Донецкой области, по инициативе местной общины, открыт памятник семи воинам 24-й бригады, которые погибли в бою за освобождение села Закотное[11].